# Piotroniowice
Piotroniowice (niem. Petranowitz, w latach 1937–1945 Iseritztal) – wieś w Polsce położona w województwie dolnośląskim, w powiecie wołowskim, w gminie Wołów.

## Podział administracyjny
W latach 1975–1998 miejscowość administracyjnie należała do województwa wrocławskiego.

## Demografia
W roku 1939 wieś liczyła 230 mieszkańców. W roku 2006 było ich 161. Według Narodowego Spisu Powszechnego (III 2011 r.) liczyła 171 mieszkańców. Jest 21. co do wielkości miejscowością gminy Wołów.

## Nazwa
Nazwa miejscowości jest patronimiczną nazwą pochodzącą od imienia męskiego Piotr, którego posiadacz był zasadźcą, właścicielem lub patronem miejscowości. Heinrich Adamy w swoim dziele o nazwach miejscowych na Śląsku wydanym w 1888 roku we Wrocławiu wymienia nazwę miejscowości w staropolskim brzmieniu Petranowicz podając jej znaczenie "Dorf des St. Petrus" czyli po polsku "Wieś św. Piotra". Nazwa została później przez Niemców zgermanizowana na Petranowitz.
Ze względu na polskie pochodzenie nazwa wsi została zmieniona przez nazistowską administrację III Rzeszy na Iseritztal (Dolina Jezierzycy), w ramach akcji "germanizowania" nazw, która w roku 1937 objęła aż 52 miejscowości powiatu wołowskiego.

## Historia
Wieś wzmiankowana w XIII wieku, jednak wczesnośredniowieczna osada produkcyjna, gdzie wytapiano żelazo z rudy darniowej, istniała tu już w XI wieku. W roku 1431 spalona przez husytów. Wielokrotnie spustoszona w czasie wojny trzydziestoletniej. W roku 1926 obszar wsi włączono częściowo do miasta Wołów. W roku 1945 nastąpił powrót do nazwy historycznej. We wsi znajduje się poniemiecki cmentarz oraz folwark.
Do końca lat 40. na końcu wsi znajdował się przystanek kolejowy.